# Mencault
Das Mencault, auch Maucault, war ein flandrisches Getreidemaß.
In Landrecies und anderen Orten der Region war das Maß so festgelegt:
- 1 Mencault = 3290 Pariser Kubikzoll = 65,2 Liter[1]

In verschiedenen Orten wie Landrecies, Saint-Quentin und Casteau wog nach Pariser Maßen
- 1 Mencault Weizen = 97 Pfund Marktgewicht
- 1 Mencault Mangkorn (Getreidegemisch) = 94 Pfund Marktgewicht
- 1 Mencault Roggen = 90 Pfund Marktgewicht
- 1 Mencault Hafer = 72 Pfund Marktgewicht

Das Maß für den Hafer galt sieben Monate (Anfang August bis Ende Februar) in anderer Menge. Hafer wurde in diesem Zeitraum gehäuft abgegeben und
- 1 Mencault = 7 ⅓ Boisseaux

In den anderen fünf Monaten wurde der Hafer gestrichen gemessen und es war
- 1 Mencault = 6 ⅔ Boisseaux Das entsprachen 10 (Heeres-)Rationen.

Weitere Maßbeziehungen waren
- 2 Mencaults = 1 Septier
- in Saint-Quentin 1 Septier = 4 Boisseaux
- 1 Mencaults = 2 Boisseaux